# Ladies European Tour 2014
De Ladies European Tour 2014 was het 36ste seizoen van de Ladies European Tour, sinds 1979. Het seizoen begon met het ISPS Handa New Zealand Women's Open, in januari, en eindigde met de Omega Dubai Ladies Masters, in december. Er stonden 23 toernooien op de agenda.

## Kalender
| Data  | Data  | Toernooi                                       | Stad              | Winnaar               | Score | Score | Info                            |
| ----- | ----- | ---------------------------------------------- | ----------------- | --------------------- | ----- | ----- | ------------------------------- |
| 31-01 | 02-02 | ISPS Handa New Zealand Women's Open            | Christchurch      | Mi Hyang Lee          | 207   | –9    |                                 |
| 07-02 | 09-02 | Volvik RACV Ladies Masters                     | Gold Coast        | Cheyenne Woods        | 276   | –16   |                                 |
| 13-02 | 16-02 | ISPS Handa Women's Australian Open             | Cheltenham        | Karrie Webb           | 276   | –12   |                                 |
| 06-03 | 09-03 | Mission Hills World Ladies Championship        | Haikou            | Inbee Park            | 268   | –24   | Individueel                     |
| 06-03 | 09-03 | Mission Hills World Ladies Championship        | Haikou            | Zuid-Korea            | 544   |       | Team (Inbee Park & Ryu So-yeon) |
| 13-03 | 16-03 | Lalla Meryem Cup                               | Agadir            | Charley Hull          | 269   | –19   |                                 |
| 08-05 | 11-05 | Turkish Airlines Ladies Open                   | Belek             | Valentine Derrey      | 212   | –7    | 54-holes (regenweer)            |
| 15-05 | 18-05 | Deloitte Ladies Open                           | Amsterdam         | Kylie Walker po       | 213   | –6    |                                 |
| 19-06 | 22-06 | Allianz Ladies Slovak Open                     | Brezno            | Camilla Lennarth      | 277   | –11   |                                 |
| 27-06 | 29-06 | Ladies Italian Open                            | Perugia           | Florentyna Parker     | 209   | –7    |                                 |
| 03-07 | 06-07 | ISPS Handa Ladies European Masters             | Denham            | In-Kyung Kim          | 270   | –18   |                                 |
| 10-07 | 13-07 | Ricoh Women's British Open                     | Southport         | Mo Martin             | 287   | –1    |                                 |
| 17-07 | 20-07 | Ladies German Open                             | Wörthsee          | Kylie Walker po       | 263   | –25   |                                 |
| 24-07 | 27-07 | Sberbank Golf Masters                          | Pilsen            | Julie Greciet         | 196   | –17   | 54-holes (regenweer)            |
| 29-08 | 31-08 | Aberdeen Asset Management Ladies Scotland Open | East Lothian      | Trish Johnson         | 209   | –7    |                                 |
| 04-09 | 07-09 | Helsingborg Open                               | Helsingborg       | Dewi-Claire Schreefel | 271   | –17   |                                 |
| 11-09 | 14-09 | The Evian Championship                         | Évian-les-Bains   | Kim Hyo-joo           | 273   | –11   |                                 |
| 18-09 | 21-09 | Open de España Femenino                        | Tenerife          | Connie Chen           | 276   | –12   |                                 |
| 02-10 | 05-10 | Lacoste Ladies Open de France                  | Saint-Jean-de-Luz | Azahara Muñoz         | 269   | –11   |                                 |
| 16-10 | 19-10 | Cell C South African Women's Open              | Southbroom        | Lee-Anne Pace po      | 211   | –5    |                                 |
| 14-11 | 16-11 | Sanya Ladies Open                              | Sanya             | Xi Yu Lin             | 202   | –14   |                                 |
| 21-11 | 23-11 | Xiamen Open                                    | Xiamen            | Ssu-chia Cheng        | 206   | –10   | Nieuw toernooi                  |
| 04-12 | 06-12 | Hero Women's Indian Open                       | New Delhi         | Gwladys Nocera        | 208   | –11   |                                 |
| 10-12 | 13-12 | Omega Dubai Ladies Masters                     | Dubai             | Shanshan Feng         | 269   | –19   |                                 |

| Majors |  | po = winnares na play-off |